# Vakoveverka žlutobřichá
Vakoveverka žlutobřichá (Petaurus australis) je vačnatec žijící v blahovičníkových lesích východní Austrálie, vystupuje až do nadmořské výšky 1400 m. Je největším druhem vakoveverek, dosahuje váhy až 700 gramů a délky okolo 30 cm (navíc má až půl metru dlouhý ocas). Dokáže napnout blány na bocích a snést se z větve na zem klouzavým letem dlouhým až 120 metrů. Žije společenským životem, tlupy ve dne přespávají v dutinách stromů a v noci vyrážejí za potravou. Živí se drobnými bezobratlými živočichy, oblíbenou pochoutkou vakoveverek je míza blahovičníků: vykusují do dřeva zářezy ve tvaru písmene V a zachycují stékající tekutinu. Dorozumívají se daleko slyšitelným hvízdáním. Pohlavní zralosti dosahují ve dvou letech, mládě tráví ve vaku okolo sto dní po porodu. Vakoveverka žlutobřichá se dožívá průměrně šesti let.